# Olasz Péter
Olasz Péter (Nagyvárad, 1895. augusztus 4. – Nagyvárad, 1952. július 14.) erdélyi magyar hitszónok, közíró.

## Életútja
Középiskoláit Nagyváradon, Szatmárnémetiben és Kalocsán végezte. 1910-ben belépett a jezsuita rendbe, filozófiai és teológiai tanulmányokat Innsbruckban folytatott (1914-17 és 1919-23), közben a matematika és fizika tanára a rend kalocsai főgimnáziumában. Csillagásznak készült, de rendfőnöke kívánságára Romániába jött, s Szatmáron az ifjúság lelki nevelését tűzte ki célul maga elé. 
Előbb a szatmári Új nemzedék című füzetsorozat (1925), majd Vakációi Levél, a szatmári jezsuita rendház kiadásában 1926–27-ben megjelent időszaki kiadvány és a kolozsvári Jóbarát ifjúsági lap szerkesztője (1925-28). Férfi-konferenciáin éles hangon támadta a baloldali és a liberális polgári sajtót; előadásai miatt antiszemitizmussal is megvádolták. A napi intellektuális életből vett előadásai népszerűek voltak. Szerkesztésében jelent meg A Mária-kongregáció kézikönyve (Kolozsvár 1925). A budapesti Természettudományi Közlöny, Romániában A Hírnök, a Katholikus Szemle, a Vasárnap és a Pásztortűz (1924-28) munkatársa. Ez utóbbiban Szilágyi M. Dózsáról, Vorbuchner Adolfról, Hosszu Márton festőművészről írt. Az Osvát Kálmán szerkesztette Erdélyi Lexikon számára számos katolikus egyházi vonatkozású adatot szolgáltatott. 1940-ben kilépett a jezsuita rendből, és a nagyváradi római katolikus egyházmegyében vállalt munkakört.

## Főbb művei
- Világproblémák és a modern természettudomány (Budapest 1924, Szatmár 1925, Kolozsvár 1925)
- Ezermester (Cserkészkönyvtár VIII). Voggenreiter Verlag, Berlin 1925)
- A mai férfi életútja (Szatmár 1926)
- Harmadik vakációi levél (Szatmár 1927)
- Fiú, légy férfi! (A serdülő fiú önnevelése. Szatmár 1928)